# Góry Laurentyńskie
Góry Laurentyńskie (fr. Laurentides, ang. Laurentian Mountains) – łańcuch górski znajdujący się na obszarze tzw. Tarczy Kanadyjskiej w prowincji Quebec w Kanadzie. 
Są pozostałością po działalności lodowcowej. Rozwinięta jest turystyka, działają liczne ośrodki narciarskie jak choćby Mont-Tremblant, które wzięło swą nazwę od mierzącej 960 metrów góry.
Najwyższe szczyty:
- Mont Raoul-Blanchard (1 181 m)
- Mont Belle Fontaine (1 151 m)
- Acropole des Draveurs (1 048 m)
- Mont du Lac des Cygnes (980 m)
- Mont de la Québécoise (1 120 m)
- Mont Tremblant (968 m)
- Mont Sainte-Anne (800 m)
- Mont Sir-Wilfrid (783 m)